# Nyugati-főcsatorna
A Nyugati-főcsatorna a Hortobágy nyugati felének vízellátását szolgáló, 70 kilométer hosszú öntözőcsatorna. 1965. december 30-án nyitották meg; közkedvelt horgászhely. Tiszavasvárinál ágazik ki a Keleti-főcsatornából, Újszentmargitánál találkozik a Halastói-tápcsatornával, végponti műtárgya pedig Hortobágy határában található. A 33-as főút keresztezésétől a végponti műtárgyig tartó szakaszát nevezik Nyugati-övcsatornának is. Halastavak vízellátását és szántóföldek öntözését teszi lehetővé, továbbá elvezeti a környező települések belvizeit.

## Hídjai
- a beeresztő műtárgy Tiszavasvárinál
- a 3631-es út hídja ugyanott
- egy mezőgazdasági út hídja Tiszadada-Kálvinházánál
- egy mezőgazdasági út hídja Tiszadada külterületén
- egy mezőgazdasági út hídja Tiszadob-Rejetanyánál
- a 36-os főút hídja Újtikosnál
- a 3501-es út hídja Polgár keleti határában
- a 35-ös főút hídja közvetlenül Polgár, Folyás és Görbeháza hármashatára mellett (de ez utóbbi település területén)
- az M3-as autópálya hídja, és közvetlenül mellette egy mezőgazdasági út hídja, Polgár és Folyás határán
- a 3315-ös út hídja Folyásnál
- az előbbi út újabb hídja Újszentmargita határában
- két mezőgazdasági út hídja ugyanott
- a 3316-os út hídja Tiszacsegénél
- két mezőgazdasági út hídja ugyanott
- a Debrecen–Füzesabony-vasútvonal vasúti hídja és mellette egy mezőgazdasági út hídja Egyek-Gyökérkútnál
- a 3322-es út hídja szintén Egyek határában
- a 33-as főút hídja Hortobágynál
- gyalogos átkelési lehetőség az Árkus-ér különszintű keresztezésénél, szintén Hortobágy határában

## A 2000. évi ciánszennyezés
2000. január végén, február elején a Tiszán levonuló cianid- és nehézfémszennyezés megérkezésekor a Keleti-főcsatorna tiszalöki zsilipje nem tudta kizárni a ciánt, az alvízi oldalon is megemelkedett annak koncentrációja. Ezt látva a torkolatban 24 órán belül szádfalas elzárást építettek, amivel sikerült megakadályozni, hogy a nem sokkal később odaérkező nehézfémszennyezés bejusson a csatornába. A cianidtartalmú vizet a Nyugati-főcsatornán és a Halastói-tápcsatornán át vezették vissza a Tiszába.